# Узун Ілля Семенович
Ілля Семенович Узун (16 травня 1967, Комрат) — молдовський гагаузький політик. Перший заступник Голови Виконавчого комітету АТУ Гагаузія, тимчасовий башкан Гагаузії з 5 серпня 2025 року. Депутат кількох скликань Народних зборів Гагаузії.
За освітою ветеринар. Відповідно до даних автобіографії проживає у селі Кіоселія-Руса.
Має проросійські погляди, підтримує молдовського політика Ілана Шора. Перебуває під санкціями ЄС.